# Schmidtea mediterranea
Schmidtea mediterranea es una especie de tricládidos de agua dulce, de la familia de los dugésidos, que vive en el sur de Europa y Túnez. Es un modelo muy usado en estudios sobre regeneración, células madre y el desarrollo de tejidos como el cerebro y la línea germinal.

## Distribución
Schmidtea mediterranea se encuentra en algunas zonas costeras e islas del Mediterráneo occidental: Cataluña, Menorca, Mallorca, Córcega, Cerdeña, Sicilia y Túnez.

## Ecología
Las altas temperaturas del agua (25-27 °C) tienen efectos deletéreos en las poblaciones de S. mediterranea, mientras que las variaciones en el pH del agua (6,9-8,9) no parecen tener una influencia importante en la supervivencia de esta especie.
S. mediterranea se puede encontrar con fauna asociada como gasterópodos, bivalvos, insectos, sanguijuelas y nemátodos.

## Reproducción
Los ejemplares sexuales de Schmidtea mediterranea producen capullos entre noviembre y abril. En mayo, cuando la temperatura del agua aumenta por encima de los 20 °C, pierden su aparato reproductor. A pesar de esto, no se reproducen asexualmente (por escisión) durante los meses de verano.

## Investigación
Casi cualquier parte de un individuo de Schmidtea mediterranea puede regenerar un organismo completo en pocos días. Esto es en parte posible gracias a la presencia de abundantes células madre pluripotentes llamadas neoblastos.